# امیر عظیمی
امیر عظیمی (زادهٔ ۹ بهمن ۱۳۶۹ در تهران) خواننده و آهنگساز اهل ایران است. وی فعالیت‌های هنری خود را از سال ۱۳۸۷ زمانی که ۱۸ سال داشت شروع کرد. او اولین کنسرت رسمی و با مجوز خود را در سال ۱۴۰۰ برگزار کرد.

## فعالیت‌ها
وی با همکاری با مهدی موسوی در تک‌آهنگ «خسته» و سپس علیرضا آذر در تک‌آهنگ «بی تو» به شهرت رسید.
او در اسفند ۱۴۰۰ اولین آلبوم رسمی خود را با نام «سیب هوس» منتشر کرد که آغاز فعالیت‌های حرفه‌ای او محسوب می‌شود.‌ امیر عظیمی سال ۱۳۹۹ در تئاتر عاشقانه‌ها به کارگردانی شهرام گیل آبادی بازی و خواند. امیر عظیمی در دومین اثر تئاتری خود بازیگر و خواننده تئاتر ۶۵۷ به کارگردانی شهرام گیل آبادی شد که در سال ۱۴۰۲ در تماشاخانه ایرانشهر روی صحنه رفت.

## آلبوم‌ها
امیر عظیمی علاوه بر یک آلبوم رسمی اش تاکنون ۲۷ تک آهنگ منتشر کرده است.
- جوکر ۲ (همراه با حمید صفت) (تیتراژ پایانی سریال جوکر)
- من آدم خوبی بودم
- حوصله داری
- پیله
- ممنونم
- دلم تنگه
- گل
- صحنه زنی
- خودمو خودت
- قرن جدید
- قفس
- صحنه زنی تیتراژ فیلم صحنه‌زنی
- زیباترین پاییز
- مجنون
- تسخیر
- فال خوش
- عشق بی‌احساس
- یار تویی
- دلبستگی
- روبرومی
- اسب وحشی
- مجمع الناز
- خورشید
- هیچ
- لالایی
- حکم آخر
- لاکو جان
- شهر
- مترسک
- لیلی
- اسیر
- فیلم، سیگار، خواب
- مرموز
- سمت تو
- روباه
- هوای تو
- آدمیت
- نیم دیگر
- خسته
- بی‌میلی
- بی تو
- حیف من حیف تو
- من باهمه بدم جز تو